# Jannée
Jannée est un hameau belge de l'ancienne commune de Pessoux, situé dans la commune de Ciney dans la province de Namur en Région wallonne.
Le hameau est surtout connu pour son château.